# Rue Tronchet (Paris)
Pour les articles homonymes, voir Rue Tronchet.
La rue Tronchet est une voie des 8e et 9e arrondissements de Paris, nommée en mémoire de François Denis Tronchet (1726-1806), qui fut l'un des défenseurs de Louis XVI lors de son procès sous la Révolution française.

## Situation et accès
Commençant place de la Madeleine et se terminant boulevard Haussmann, elle relie le quartier de la Madeleine et celui de l'Europe. Très commerçante, cette rue abrite une petite galerie commerciale au no 11 ainsi que de nombreux bureaux, parmi lesquels différents cabinets d'avocats ou de notaires. La rue reçoit également la grande brocante du 8e arrondissement au mois de juin.

## Historique

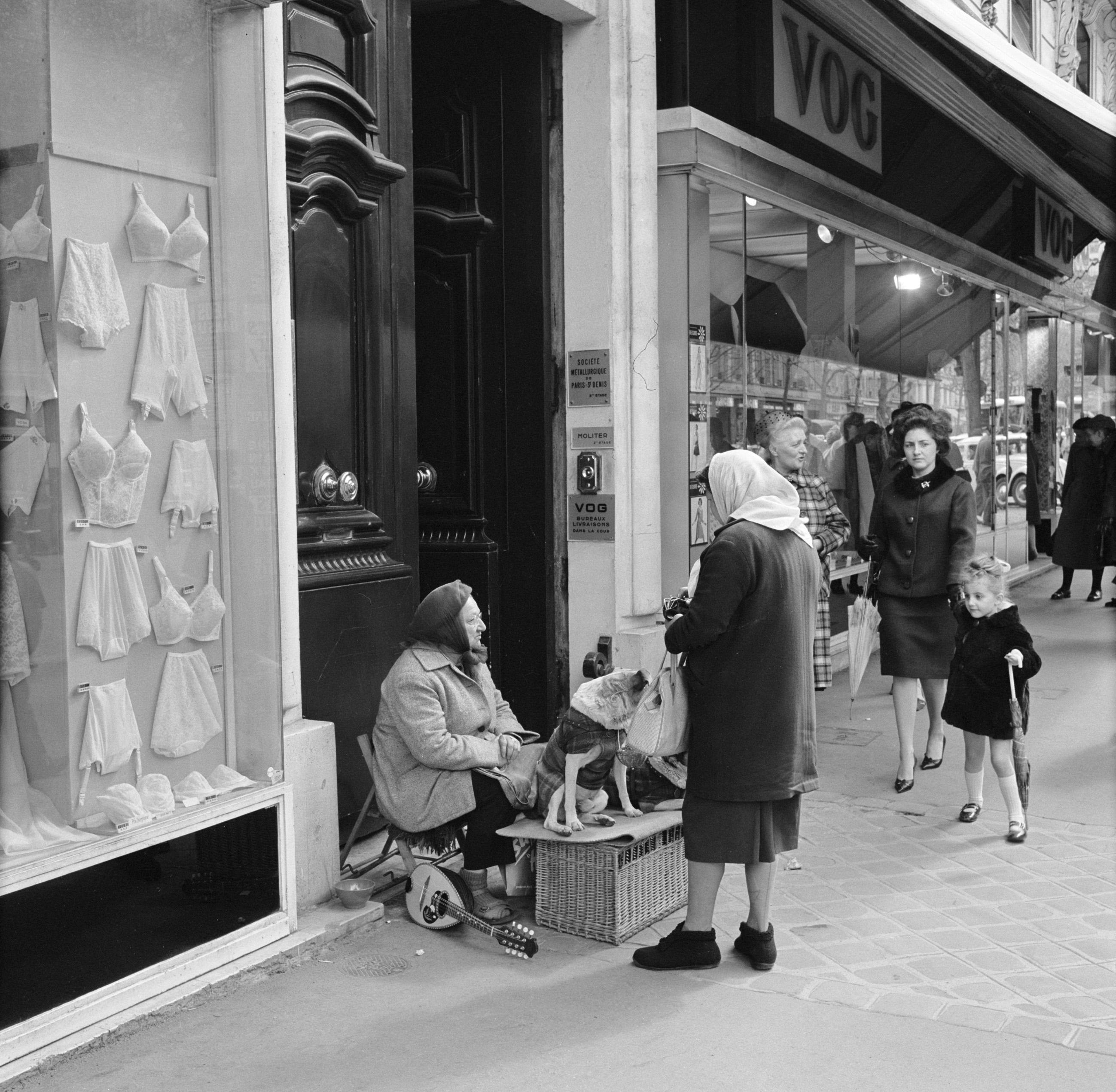
Scène de rue devant le 34, rue Tronchet, photographiée en 1965 par Willem van de Poll.

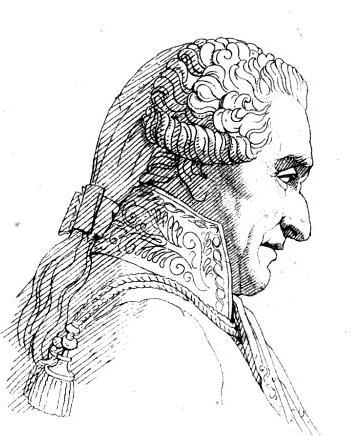
François Denis Tronchet.

En 1788, Joseph-Abel Couture projette l’aménagement d’une place demi-circulaire et d’une avenue au chevet de l’église de la Madeleine. Dans une requête, il demande que la nouvelle voie soit appelée « rue Couture » ou « Couture Sainte-Madeleine. Le service des Bâtiments du roi ne donne pas suite au projet.
La rue Tronchet occupe l'emplacement des terrains du couvent de Notre-Dame-de-Grâce de la rue de la Ville-l'Évêque, occupé par des Bénédictines puis supprimé en 1791, et de la ferme des Mathurins. Elle est ouverte et dénommée par ordonnance du 20 juin 1824, relative à la formation des abords de l'église de la Madeleine :
« Louis, par la grâce de Dieu, roi de France et de Navarre, à tous ceux qui ces présentes verront, salut. Sur le rapport de notre ministre secrétaire d’État au département de l'Intérieur ;
vu le plan d'alignement de la place à former autour de l'église de la Madeleine et des autres voies qui devront y aboutir, dressé en exécution du décret du 10 septembre 1808 ;
vu la délibération du Conseil général du département de la Seine, faisant fonctions de Conseil municipal de la ville de Paris, en date du 14 mars dernier ;
vu le procès-verbal de la publication du plan et les réclamations qui se sont élevées contre les alignements proposés ;
vu l'avis du préfet du département ;
vu enfin le décret du 10 septembre 1808 ;
notre Conseil d’État entendu, nous avons ordonné et ordonnons ce qui suit :
- Article 1 : sont approuvés les alignements tracés par des lignes noires sur le plan ci-joint, dont les dispositions consistent :
  - 1° à former autour du monument de la Madeleine une place (la place de la Madeleine) de forme carrée et dont les côtés seront parallèles à ceux du temple ;
  - 2° à prolonger la rue Royale, conduisant de la rue Saint-Honoré à la principale entrée du temple, et à donner à ce prolongement une largeur de 43 mètres ;
  - 3° à ouvrir sur l'arrière-fond de la place, dans le prolongement de l'axe du monument et sur une largeur égale à celle de la rue Royale, une rue qui sera appelée rue Tronchet, et qui se terminera à la rue Neuve-des-Mathurins ;
  - 4° à former jusqu'à la rencontre de la rue d'Anjou, un boulevard sous la dénomination de boulevard Malesherbes, à angle correspondant au boulevard de la Madeleine, et sur une largeur de 43 mètres, pareille à celle de ce dernier boulevard ;
  - 5° à ouvrir, dans le prolongement du côté septentrional de la place, à gauche, et dans une largeur de 10 mètres, une rue sous la dénomination de rue Chauveau-Lagarde, aboutissant au nouveau boulevard, et, à droite, une seconde rue qui portera le nom de rue de Sèze formera le prolongement de la première, et se terminera au boulevard de la Madeleine, à l'extrémité de la rue de Caumartin.

- Article 2 : les propriétaires riverains seront tenus de se conformer, pour les constructions qu'ils voudraient élever, aux alignements indiqués par le plan ci-joint, sous la réserve des indemnités dues à raison de pertes ou d'acquisitions de terrains, et qui seront réglées conformément aux lois.
- Article 3 : il ne sera accordé aux propriétaires des terrains et maisons situées sur la partie à droite du prolongement de la rue Royale aucune autorisation de s'avancer sur l'alignement qu'autant que les bâtiments du côté opposé auraient reculé.
- Article 4 : notre ministre secrétaire d’État au département de l'Intérieur est chargé de l'exécution de la présente ordonnance.

Donné au château des Tuileries, le 2 juin de l'an de grâce 1824, et de notre règne le vingt-neuvième.
Signé : LOUIS. »
Elle est prolongée en 1858 jusqu'au boulevard Haussmann en faisant disparaître une section de l'ancienne rue de la Ferme-des-Mathurins, pour prendre en compte la décision de construire la nouvelle gare de Paris-Saint-Lazare non pas place de la Madeleine, comme cela avait été initialement envisagé (voir « gare de la Madeleine »), mais plus au nord.

## Bâtiments remarquables et lieux de mémoire
Dans l’ilot formé par les rues Tronchet, de l'Arcade, de Castellane et Chauveau-Lagarde se tenait, du XVIIIe siècle jusqu’à 1900, le « marché de la Madeleine ». À partir de 1830, il était entouré de maisons construites le long des nouvelles voies. À cette période, il devint un marché couvert où les boutiques étaient aménagées dans des galeries. La galerie marchande du no 11, de style Art déco, en perpétue le souvenir.

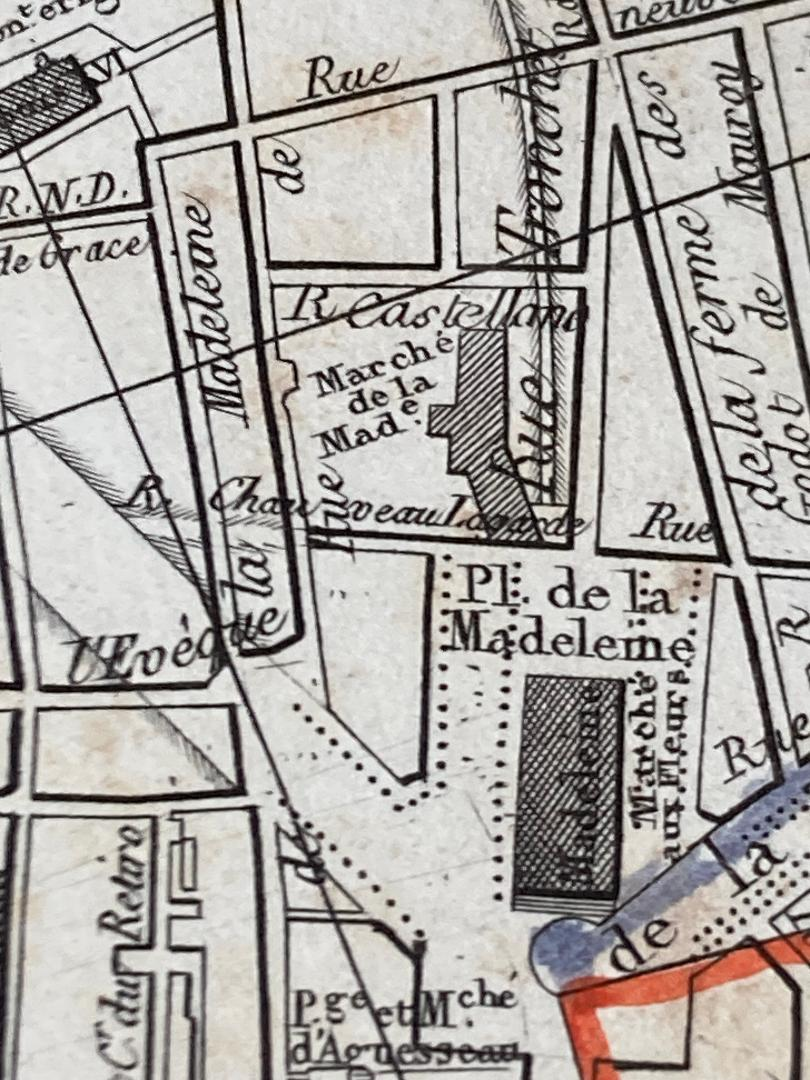
Emplacement du marché de la Madeleine (détail du plan d’A.Tardieu-1838).

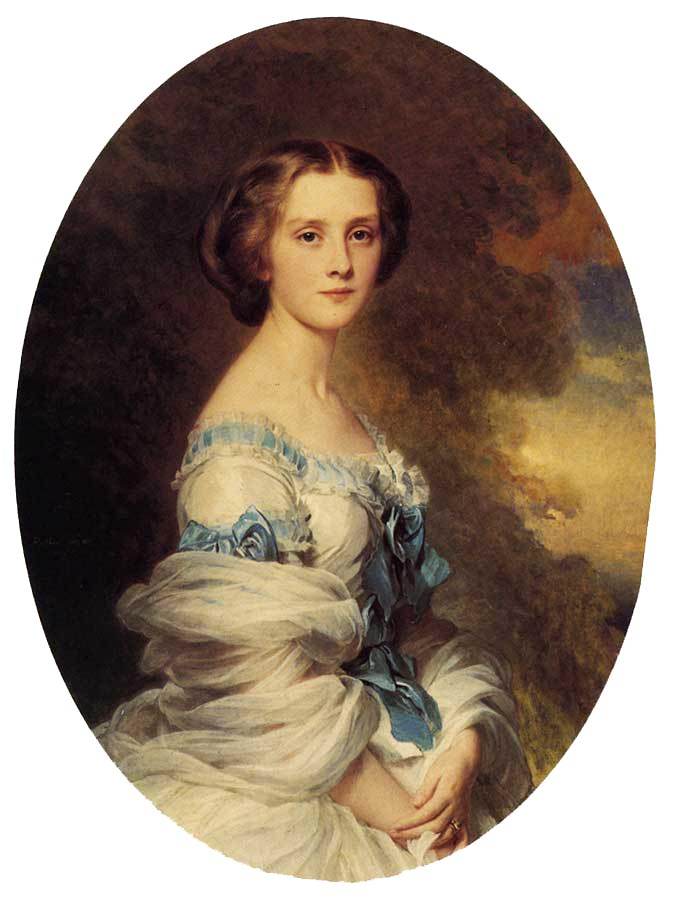
La comtesse Edmond de Pourtalès, née Mélanie Renouard de Bussière. Portrait par Franz Xaver Winterhalter (1857).

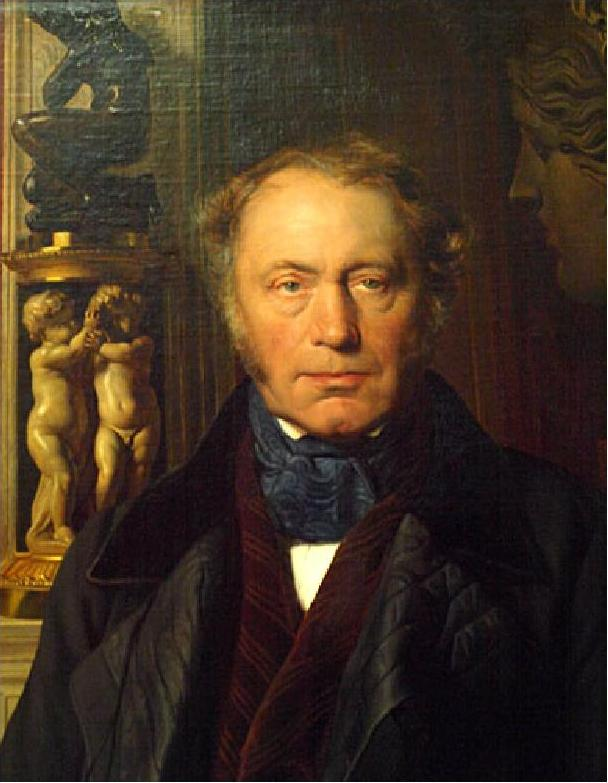
Le comte James Alexandre de Pourtalès dans son hôtel du 7, rue Tronchet. Portrait par Paul Delaroche (1846).

- No 1 : autrefois Madeleine-Palace Hôtel, où Jean Cocteau a habité à la fin de 1934[3].
- No 2 : Aimé Picquet du Boisguy, général chouan y a vécu et y est mort le 25 octobre 1839. Lucien Kraëmer y installe ses bureaux d'antiquaires ;
  - Nicolas-William-Wladimir Villedieu, marquis de Torcy (1802-1859), homme politique y est mort le 2 avril 1859[4].
- No 4 : François Roguet (1770-1846), comte et général de la Révolution et de l’Empire qui commanda la division de moyenne garde à Waterloo y est mort le 4 décembre 1846[5].
- No 5 : de retour de Majorque et de Nohant, Frédéric Chopin habita au premier étage d'octobre 1839 à novembre 1841[6],[7]. Dinah Félix (1837-1909), dernière sœur de l'illustre tragédienne Rachel, y mourut[6].
- No 7 : hôtel de Pourtalès. Construit en 1838-1839 par l'architecte Félix Duban pour le comte James-Alexandre de Pourtalès (1776-1855), dans un style inspiré de la Renaissance italienne, et modifié en 1865-1866 puis 1869-1870 sous la direction de l'architecte Hippolyte Destailleur. La façade et la cour intérieure à arcades rappellent les palais toscans. Un escalier monumental mène à l'étage où se trouvaient les appartements et la collection d'œuvres d'art du comte de Pourtalès. Le décor intérieur, également de Duban, dont la galerie où étaient présentées les célèbres collections du commanditaire, a été détruit. Ces collections ont été dispersées en vente publique en février 1865, selon le vœu de leur propriétaire. À la mort de celui-ci, l'hôtel est passé à son fils, le comte Edmond de Pourtalès-Gorgier (1828-1895) et à son épouse, née Mélanie de Bussière (1836-1914), incarnation de l'élégance et de l'air du grand monde durant le Second Empire et les débuts de la Troisième République. L'hôtel a fait l'objet d'une campagne de restauration en 2006-2008 sous la direction de l'architecte Anthony Béchu[8]. La façade sur rue a été inscrite à l'inventaire supplémentaire des monuments historiques le 4 novembre 1927 puis la mesure d'inscription a été étendue à la totalité de l'immeuble le 17 septembre 2002.
- No 8 : Adolphe et Berthe Hermès-Dopff sont morts au cours de l'année 1933 à cette adresse.
- No 11 : fait partie de l'ensemble immobilier Art Déco dénommé « Palacio de la Madeleine », sis aux 25-29, place de la Madeleine, 11, rue Tronchet, et 9, rue de Castellane[9]. Il a abrité divers services de la direction générale des Impôts (DGI) dont la direction nationale d’interventions domaniales (DNID) et la commission des infractions fiscales ont été transférés dans cet immeuble en 1974. La cession amiable des lots appartenant à l'État a été autorisée par arrêté du ministre délégué au budget et à la réforme de l'État, porte-parole du Gouvernement, en date du 24 février 2006[10].
  - À cet emplacement, entre 1834 et 1920, une vaste halle abritait le « marché de la Madeleine ». Il s’étendait entre les rues de Castellane et Chauveau-Lagarde. Il était considéré comme le mieux achalandé de Paris. Aujourd’hui, un petit marché de la Madeleine subsiste au fond de la galerie commerciale[11].
- No 21 : Ici demeura Charles Hérald de Pagès de Pourcarès (1814-1861), actionnaire de la Société générale de photographie fondée par Nadar
- No 29 : Henri-Catherine-Balthazard Vincent, baron (1775-1884), général de la Révolution et de l’Empire y est mort le 24 décembre 1844[12] ;
  - Apollinaire Lebas (1797-1873), polytechnicien, ingénieur de la Marine, chargé de ramener et d'ériger l'obélisque de Louxor sur la place de la Concorde y est mort le 12 janvier 1873.

### Bâtiments détruits
- No 35 : une maison d'un étage à l'enseigne Aux Tortues se trouvait déjà à cet emplacement au début du XIXe siècle, avant l'ouverture de la rue. Elle avait alors pour adresse la rue de la Ferme-des-Mathurins (actuelle rue Vignon). Lors du prolongement de la rue Tronchet, la maison fut raccordée au boulevard Haussmann et remplacée par un immeuble d'habitation mais l'enseigne fut conservée. Au rez-de-chaussée, où se trouve aujourd'hui une boulangerie, elle abrita longtemps un magasin de décoration à l'enseigne Aux Tortues dont la belle devanture en marbre jaune a été conservée.

### Habitants célèbres
- Frédéric Chopin (1810-1849), compositeur et pianiste (no 5) en 1839-1841.
- Félicité Robert de Lamennais (1782-1854), écrivain et philosophe (no 13) en 1842[6].
- Charles Mérouvel (1832-1920), homme de lettres (no 2) en 1910[6].